# 星际边界探测器
星际边界探测器（英語：Interstellar Boundary Explorer，简称IBEX）是美国国家航空航天局一颗旨在绘制太阳系和星际空间边界地图的人造卫星。这项任务是NASA小探测器飞行任务的一部分，由飞马座XL火箭于2008年10月19日17:47:23（UTC）成功发射。
IBEX探测器获得的数据多次震惊了科学界，并推翻了旧理论。首次震惊是因为它发现了一次窄带高能中性原子喷射。然后它发现了此带随时间的移动。另一项令人惊讶的发现是未找到弓形激波。推翻弓形激波理论造成了巨大的影响，因为几十年来的研究都是以其为基础的。
这次任务的设计和运行是由美国西南研究院所领导的，此外洛斯阿拉莫斯国家实验室和洛克希德·马丁公司的高技术中心参与了合作，分别负责研制IBEX-Hi和IBEX-Lo传感器。轨道科学公司制造了这个航天器，也是卫星进行实验测试的地点。名义上本次任务至少进行两年，以观测整个太阳系边界。而这已经于2011年完成，之后它的任务延长到了2013年以继续进行观测。
IBEX以面向太阳自旋稳定的轨道绕地球运转。2011年6月，IBEX变轨到了一个更有效的轨道。这个轨道不再接近月球，维持轨道所需燃料也有所减少。

## 负载

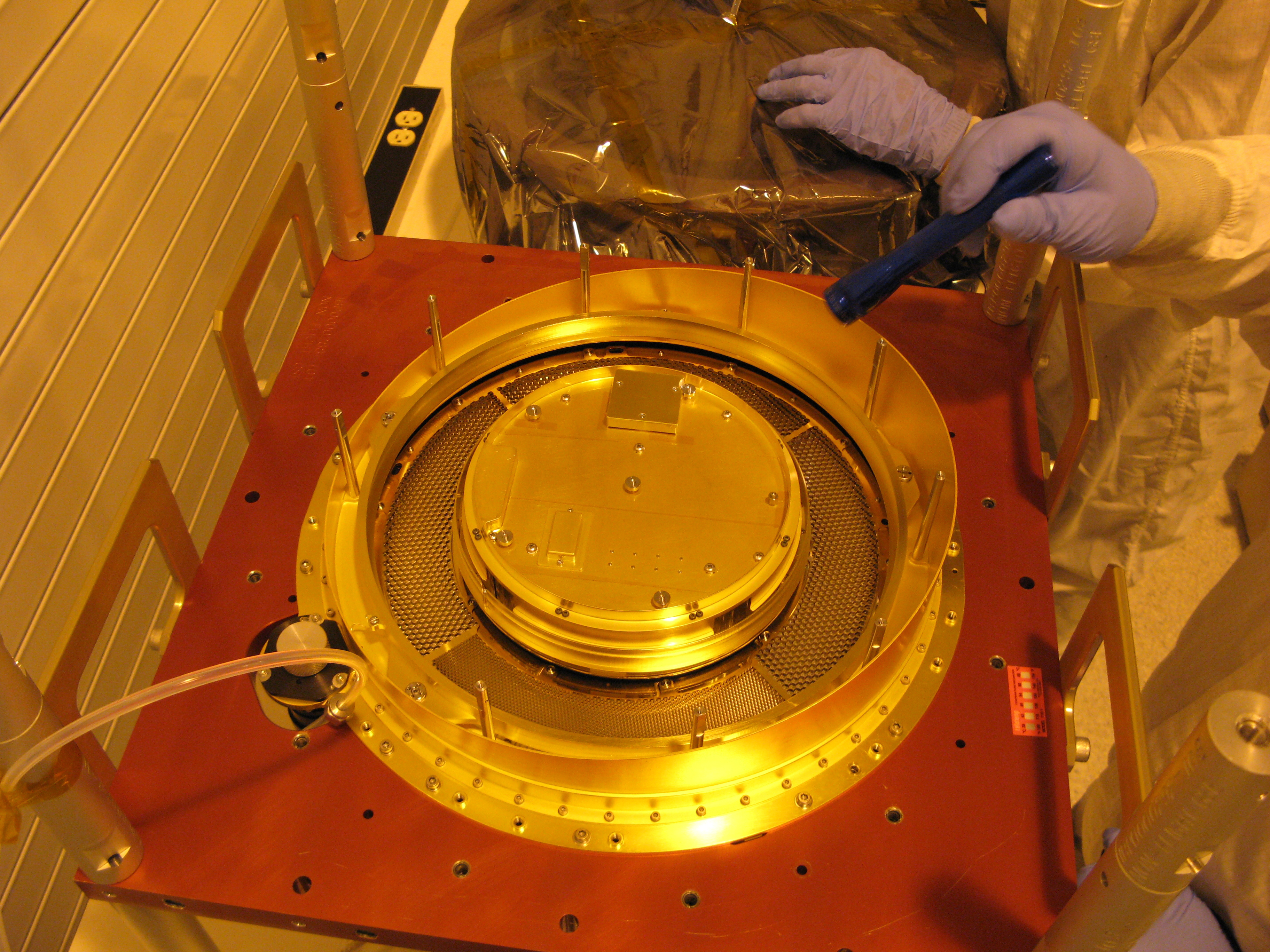
IBEX Lo传感器

太阳系的太阳圈边界将通过测量各个方向电荷交换碰撞的位置和强度来描绘。这样最终将获得太阳风的终端激波的完整影像。这颗卫星的负载包括两台高能中性原子（ENA）成像仪、IBEX-Hi和IBEX-Lo。三个传感器中每一个都带有准直仪以限制视野，一个将中性氢原子和氧原子转化成离子的转换面， 一个用于抑制紫外线和选择特定能量范围离子的静电分析器（ESA），以及一台为离子计数和识别种类的检测器。IBEX-Hi仪器所记录的离子相比IBEX-Lo所记录的能量要高一些。科学负载还包括一个控制准直仪和静电分析器电压的组合式电子装置（CEU），它还能读取并记录每个传感器获得的粒子数据。

## 任务参数

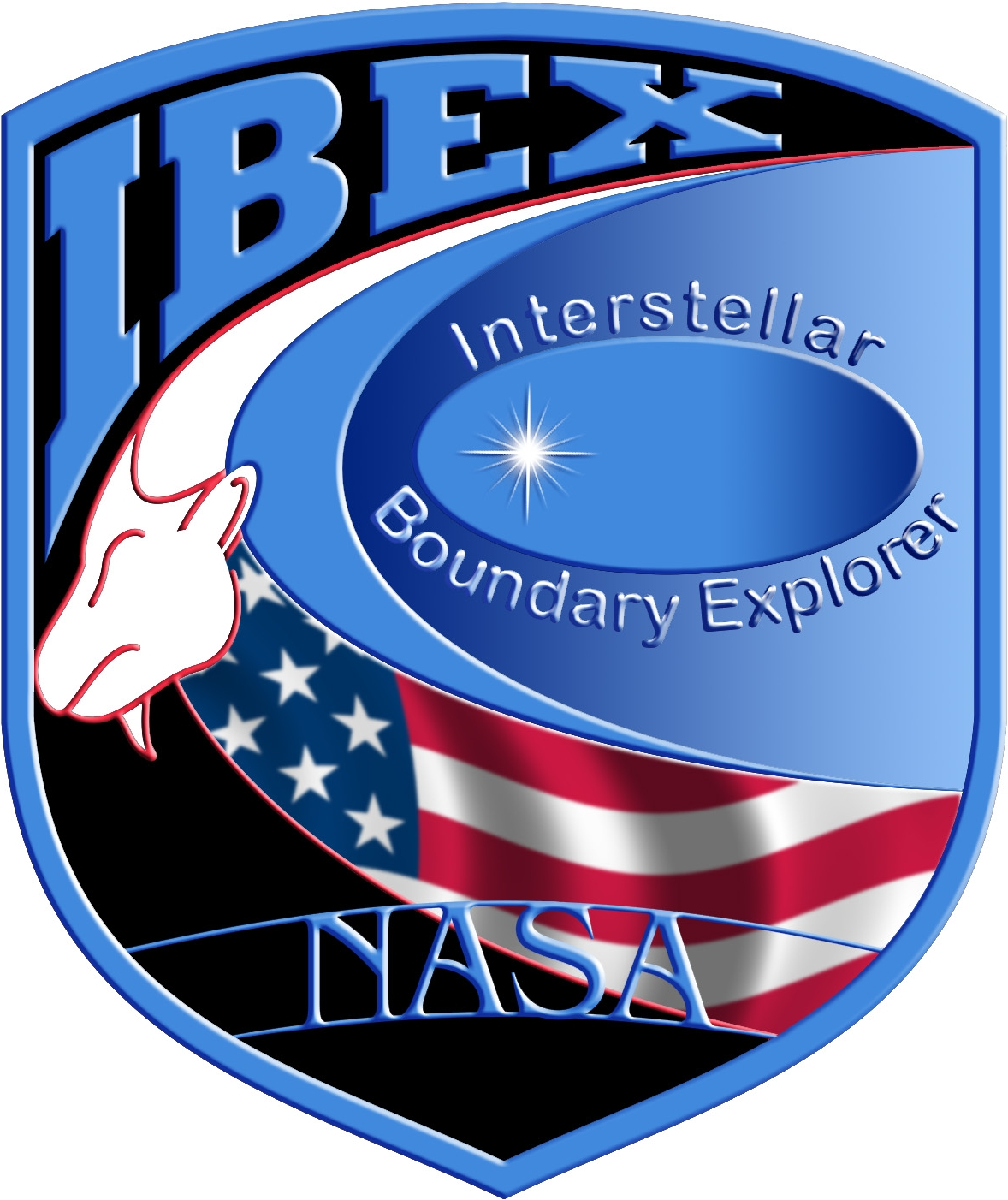
IBEX的徽标描绘了一只野山羊的轮廓

IBEX卫星最初发射到了一个高离心率低近地点的转移轨道，并在最高点使用固态火箭发动机作为助推段的动力，使得它的近地点大大升高，最终进入预期的高椭圆轨道。
IBEX处于一个高离心率的绕地轨道中，其中近地点约为43,000（27,000英里），而远地点则达大约310,000（190,000英里），后者几乎是地月距离的80%。它起初的轨道大约是7,000乘320,000（4,300乘198,800英里），后来进行了一次变轨以延长它的工作年限（参见下方轨道调整一节）。
这个非常的轨道使得IBEX卫星能够在进行科学观测时离开地球的磁场。这样的高度十分重要，因为在磁场中进行观测时会有大量的带电粒子影响正常观测。在地球的磁场范围之内时（70,000（43,000英里）），卫星会开启其他仪器，例如遥测设备。

## 发射
IBEX卫星于2008年10月19日由搭载在洛克希德L-1011觀星者號上的飞马座XL火箭发射升空。占星师号飞机则是从中太平洋的夸贾林环礁起飞的。本次空中发射的准确时间为17:47:23（UTC）。与在佛罗里达州肯尼迪航天中心相比，因为发射地点接近赤道，飞马座火箭能多运载35磅（16）的载荷。
IBEX卫星在加利福尼亚州范登堡空军基地被安装到飞马座火箭上，这个结合体又被挂在母机觀星者號之下，历经数个小时飞往夸贾林环礁。飞机于2008年10月12日顺利抵达夸贾林环礁。

### 轨道调整
2011年6月，IBEX进入了一个新轨道，将近地点提高到超过30,000（19,000英里）。新轨道避免卫星过于接近月球，因为那样的话月球的引力会对它的轨道造成负面影响。现在这颗卫星消耗更少的燃料就能维持在稳定轨道，使得它的工作年限增加到40多年。

## 数据采集

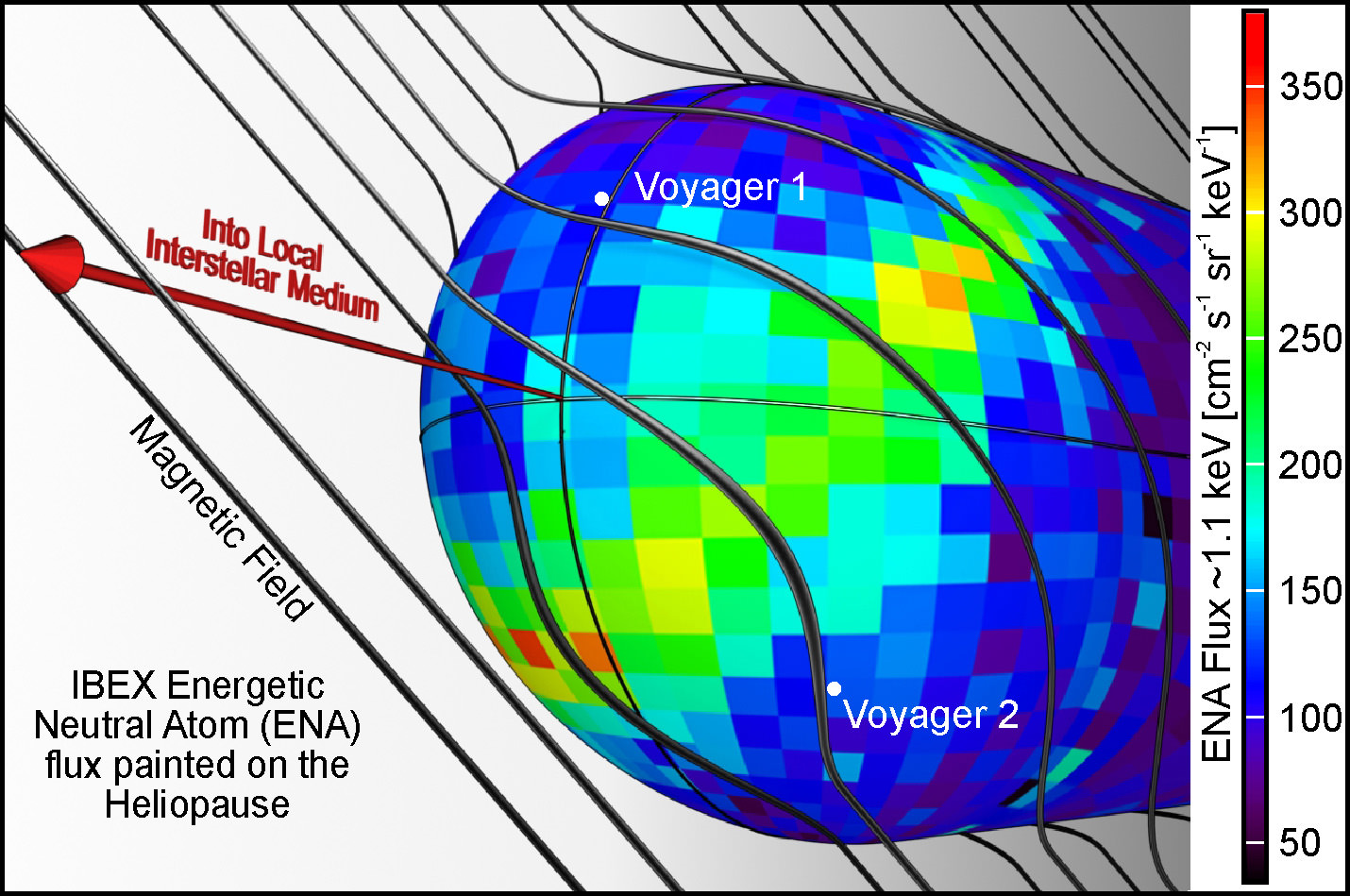
IBEX卫星地图中所见的高能中性原子喷射色带

IBEX正在采集高能中性原子喷射的数据，那些原子能穿越太阳系到达地球，却无法用传统的望远镜观测到。这些原子是在太阳系的边界由太阳风粒子和星际介质粒子的相互作用所形成的。

## 天文学成果
最初的数据出乎人们意料：很窄的粒子带比天空中任何天体都明亮两三倍。当时的解释是“星际环境对于形成太阳圈的影响比先前认为的大得多”。“没有人知道是什么产生了高能中性原子，但每个人都同意教科书上关于太阳圈的图片是错误的。”太阳目前正在穿越本地星际云，太阳圈的大小和形状是确定它屏蔽宇宙射线能力的关键因素。IBEX应该能检测到粒子带的形状变化，这可以说明太阳圈是如何与本地星际云相互作用的。它也探测到来自地球磁场的高能中性原子。
2010年10月，也就是六个月之后，根据IBEX观测获得的第二批数据，粒子带被发现发生了重要变化。
|                                | “我们在六个月间发现的IBEX（所观测的）粒子带和其他来自太阳系中性原子的变化表明，我们的太阳和银河系的相互作用是令人惊讶地活跃。” |
| ——D·麦科马斯，IBEX的主要研究者 | |

卫星继续观测太阳系外的中性原子，发现它们的组成与来自太阳的不同。IBEX还发现太阳没有弓形激波。太阳圈与本地星际云的相对速度被认为大约是84,000每小時（52,000英里每小時） ，而不是先前估计的95,000每小時（59,000英里每小時）。这项结果意味着太阳圈的压力大约比先前估计的小25%。